# Pontivy
Pontivy je francouzská obec v departementu Morbihan v regionu Bretaň. V roce 2010 zde žilo 13 765 obyvatel. Je centrem arrondissementu Pontivy.

## Vývoj počtu obyvatel
Počet obyvatel 